# Nowy cmentarz żydowski w Chojnicach
Nowy cmentarz żydowski w Chojnicach – nieistniejący, założony w 1900 kirkut znajdujący się w Chojnicach przy ul. Kilińskiego. Miał powierzchnię 0,4 ha. Po dewastacji w czasie II wojny światowej na jego terenie nie zachowały się żadne nagrobki. Obecnie znajdują się tam ogrody.